# O Holy Night
Minuit, chrétiens, nella versione inglese O Holy Night, è un canto natalizio per tenore composto da Adolphe Adam nel 1847 con parole di Placide Cappeau. È conosciuto anche come Cantique de Noël.
Nel canto viene richiamata la nascita di Gesù Bambino. Venne tradotto in inglese, nel 1855, dal ministro unitario John Sullivan Dwight.
Si noti il riferimento abolizionista nella terza strofa (For the slave is our brother, ossia "poiché lo schiavo è nostro fratello"). O Holy Night potrebbe essere stato il primo pezzo di musica ad essere trasmesso via radio.

## Registrazioni
Il canto è stato registrato da innumerevoli artisti, tra cui Nat King Cole, Bing Crosby, Il Divo, José Feliciano, Renata Tebaldi, Jussi Björling (O helga natt), Plácido Domingo, Rosemary Clooney e George Michael (duetto), Aretha Franklin, Dionne Warwick, Luciano Pavarotti, Whitney Houston, Christina Aguilera, Céline Dion, Ellie Goulding, Michael Bolton, Jon Anderson, Nana Mouskouri, David Phelps, Charlotte Church, Lonestar, Avril Lavigne, Linda Eder, Jewel, Glenn Medeiros, Clay Aiken, Josh Groban, Sufjan Stevens, Taylor Swift, Lea Michele, Ted Neeley, Il Volo, Valerio Scanu e dai Bastille. È stato cantato anche dal personaggio di Eric Cartman di Trey Parker in un episodio sul tema del Natale della serie animata South Park; i fan furono così divertiti che questa registrazione è spesso trasmessa per radio, intorno al periodo natalizio.
La versione di Mariah Carey di O Holy Night venne registrata per il suo quinto album Merry Christmas, del 1994, pubblicato dalla Columbia Records. Riprodotto e arrangiato anche con Walter Afanasieff, venne pubblicato come il quinto singolo dall'album del 1996, ma fu una pubblicazione trasmessa solo via radio. Per la pubblicazione originale della canzone, non venne girato nessun video musicale. Nel 2000 Carey ha ripubblicato la canzone con nuovi live vocali. Venne creato, per questa versione, un video che mostra Carey, in un abito rosso, che canta con un coro di una chiesa. Diretto da Sanaa Hamri, il video è incluso sul Doppio CD della ripubblicazione di Merry Christmas. La versione indie-folk di Sufjan Stevens è invece contenuta nell'album Ding Dong! Songs for Christmas vol. 3 del 2006.
Una versione di O Holy Night è stata anche eseguita varie volte in live dalla band progressive metal statunitense dei Dream Theater. Essa è riportata su alcuni dei bootleg consegnati dalla band ai membri del fanclub. Alicia Keys ha eseguito una sua versione voce e piano live della canzone. È stata inoltre interpretata da David Phelps durante un concerto. Nel 2009 il brano è stato inciso da Cristina D'Avena per il suo CD Magia di Natale (la cantante riproporrà questa sua interpretazione anche nell'edizione deluxe dell'album, pubblicata nel 2014). Sempre nel 2009 Andrea Bocelli l'ha registrato nel suo album My Christmas come Cantique de Noël.
Nel dicembre 2011 è uscita una versione in chiave rock della pop-punk band statunitense Hey Monday inclusa nel loro Christmas EP. Nel 2012 è uscita una versione pop di Elisabetta Viviani (con testo italiano, adattamento e arrangiamento di Gerardo Tarallo); nello stesso anno Claudio Baglioni ha inserito il brano nell'album Un piccolo Natale in più. Nel 2013 il cantante Valerio Scanu, ha inciso il brano per il suo primo album dal vivo, Valerio Scanu Live in Roma. Nel 2013 Il Volo pubblica la versione internazionale di Buon Natale - The Christmas Album, che include O Holy Night. Quello stesso anno esce per l'Italia un'edizione speciale. Nel 2014 Ted Neeley ne ha dato una sua versione nell'album Rock Opera.
A dicembre 2020, è stata eseguita Oh, Holy Night, una versione pianoforte, violini e violoncello dalla cantautrice Merysse, distribuita dall'etichetta discografica Italian Way Music. È il periodo della COVID-19 e la cantautrice ha registrato il videoclip in un teatro vuoto, spoglio e freddo, in cui sullo sfondo si intravedono le sedie con la scritta "Vietato sedersi". Merysse vuole lasciare un messaggio positivo, la speranza che quel teatro deserto torni presto a riempirsi di calore umano. Simbolica è la luce che rompe il buio, quella che illumina la scena.